# Florence Waren
Florence Waren (1917–2012), sinh ra Sadie Rigal, là một vũ công người Nam Phi đã biểu diễn tại Bal Tabarin.
Bà chuyển đến châu Âu từ Nam Phi vào năm 1938 và sớm được Bal Tabarin nhận vào làm việc. Năm 1939, bà được mời tham gia vở ba lê Russe de Monte Carlo, nhưng Thế chiến II đã bắt đầu trước khi bà có thể tham gia vở này.
Trong thời gian Đức chiếm đóng Paris, Bal Tabarin được các sĩ quan Đức thường xuyên lui tới; bà ấy đã biểu diễn ở đó  Người Đức không biết bà là người Do Thái, nhưng bà vẫn còn được thực tập vài tháng vào cuối năm 1940 với tư cách là người không liên quan, bởi vì là người Nam Phi, bà là một công dân Anh. Khi được thả ra, bà trở lại Bal Tabarin và kết hợp với Frederic Apcar để tạo thành bộ đôi nhảy "Florence et Frederic". Họ trở nên nổi tiếng, xuất hiện trên sân khấu với những người như Edith Piaf và Maurice Chevalier, trong khi Waren đồng thời hỗ trợ cho Kháng chiến Pháp. Bà giấu đồng bào Do Thái trong căn hộ của mình, giúp người Do Thái tìm đường từ nhà an toàn này sang nhà tiếp theo, buôn lậu đồ đạc và vũ khí cho Kháng chiến Pháp, và, sau một buổi biểu diễn ở Đức cho tù nhân chiến tranh Pháp, đã thu thập thư của tù nhân người thân, mà nếu phát hiện ra có thể đã biến bà thành tù nhân. Năm 1944 Frederic thuê một ngôi nhà ở vùng ngoại ô để giấu chính bà và một số người biểu diễn Do Thái khác sau khi biết bà sẽ bị bắt.
Florence kết hôn với Stanley Waren vào năm 1949, người mà bà đã gặp biểu diễn ở New York tại Copacabana với Frederic. Sau đó, bà kết thúc việc nhảy đôi với Frederic (nhưng đào tạo một người thay thế); Frederic mất năm 2008  Florence ở lại New York cùng với Stanley và xuất hiện trong các chương trình của Kate Smith và Ed Sullivan, cũng như trong các vở kịch. Bà cũng đã biên đạo các chương trình mà Stanley đạo diễn ở Châu Phi, Đài Loan và Trung Quốc. Từ khoảng năm 1973 đến năm 1983, bà là giáo sư sân khấu và khiêu vũ tại City College, và bà đã lãnh đạo khoa này trong một thời gian. Bà cũng là thành viên ban nhạc khiêu vũ trong Hội đồng Nghệ thuật bang New York.
Bà qua đời năm 2012, và cáo phó của bà được đưa vào The Socialite, người đã giết một phát xít bằng đôi bàn tay trần của bà: Và 144 người quyến rũ khác đã chết trong năm nay, một bộ sưu tập cáo phó của New York Times xuất bản năm 2012.
Có một bộ phim tài liệu về bà do con trai Mark Waren thực hiện, có tựa đề Dancing Lessons. Anh cũng làm hai bộ phim tài liệu về bạn bè của bà, Lãng mạn và Kháng chiến và Bá tước Montmarte. Lãng mạn và Kháng chiến kể về Gisy Varga, một vũ công khỏa thân sinh ra ở Hungary tại Bal Tabarin, người đã ngoại tình với một bác sĩ Do Thái và giấu anh ta tránh khỏi Đức quốc xã. Bá tước Montmarte kể về Mario Lembo, một nghệ sĩ biểu diễn quý tộc người Ý đồng tính và là thành viên của công ty lưu diễn Josephine Bakerát, người ủng hộ kháng chiến và hỗ trợ người Do Thái.